# Lance Loud
Alanson Russell "Lance" Loud (26 de junio de 1951, La Jolla, San Diego, California – 22 de diciembre de 2001, Los Ángeles, California) fue una celebridad estadounidense. Lance formó parte del primer reality show transmitido al aire llamado An American Family, el cual fue estrenado en 1973, en este programa Lance se convirtió en la primera persona abiertamente gay en aparecer en televisión.

## Biografía

### Primeros años
Lance nació en La Jolla, California en 1951 mientras su padre se encontraba sirviendo en la marina estadounidense. Durante su infancia vivió con sus cuatro hermanos en Eugene, Oregón. Luego, se muda con su familia a Santa Bárbara, California. Durante su adolescencia fue amigo por correspondencia de Andy Warhol.

### An American Family
Lance se volvió famoso al protagonizar An American Family, el cual es considerado como el primer reality-show. Dicho programa fue filmado en 1971 y lanzado al aire el 11 de enero de 1973 a través de PBS. Se trataba de una serie documental que narraba el día a día (durante 7 meses) de la familia de William C. Loud en Santa Bárbara, California.  
Esta serie desafió la percepción de la familia estadounidense, al mostrar tensiones en el matrimonio protagonista, las cuales eventualmente llevaron al divorcio y al destacar el estilo de vida del hijo mayor, Lance, quien se identificaba abiertamente como homosexual. Anteriormente, los programas televisivos siempre mostraban familias perfectas que raramente sufrían crisis. La transmisión del show duró desde el 11 de enero de 1973 hasta el 29 de marzo de 1973. Alan Raymond, quien estaba encargado de la filmación y Susan Raymond, quien estaba a cargo del sonido del show, se hicieron amigos de la familia. Ambos decidieron continuar documentando la vida de la familia Loud, incluso después de terminar el programa. Finalmente 10 años después, en el año 1983, produjeron y dirigieron An American Family Revisited (el regreso de una familia americana) un documental de 59 minutos lanzado por HBO, el cual se convertiría en el episodio final de la saga de la familia Loud. Dicha producción fue transmitida por primera vez en PBS, el canal original de la serie, en el año 1991.
A mediados de la década de los 70, Lance Loud se había convertido en una celebridad gracias a este show. En 1973, se muda a Nueva York, en donde conoce personalmente a Andy Warhol, su antiguo amigo por correspondencia.

### Carrera musical
Tras mudarse a Nueva York, Lance (con su amigo de la secundaria Kristian Hoffman) deciden volver a tocar con su banda llamada The Mumps (los paperas), la cual originalmente habían formado en Santa Bárbara. Dicha agrupación cuyo estilo ha sido identificado como pop punk no tuvo mucho éxito comercial, ya que no pasó de ser una banda con éxito en circuitos underground tales como los clubes nocturnos Max-Kansas City o CBGB en Nueva York. Debido a que el grupo jamás logró un contrato con una discográfica importante los integrantes deciden terminar con el proyecto en 1980. En el año 1994, la discográfica Eggbert Records lanza un álbum compilatorio de The Mumps llamado Fatal Charm, con canciones grabadas por la banda de 1975 a 1980. En el año 2005, el sello de música independiente Sympathy for the Record Industry lanzó otro álbum compilatorio de The Mumps llamado How I Saved The World.

### Cinema Verite
El 23 de abril de 2011, HBO estrenó Cinema Verite, un análisis ficcionalizado del proceso de la creación de An American Family, dirigida por Shari Springer Berman y Robert Pulcini, escrita por David Seltzer. El actor Thomas Dekker, quien además es abiertamente gay, interpretó a Lance Loud. 

### Escritor
Luego de terminar su carrera musical, Lance se dedicó a escribir para las revistas The Advocate, Details, Interview, y Creem. Las cartas que le escribió a Andy Warhol forman parte del Museo de Andy Warhol en Pittsburgh, Pennsylvania.

## Fallecimiento
Lance Loud fallece el 22 de diciembre de 2001 a los 50 años en Los Ángeles, California. Su causa de muerte fue un fallo hepático debido a Hepatitis C
Alan y Susan Raymond siguieron documentando a la familia y en 2001 produjeron el último documental de la saga llamado Lance Loud: A Death in An American Family, el cual salió al aire el 6 de enero de 2003 por PBS.
En 2012, su madre Pat Loud escribió Lance Out Loud una biografía de su propio hijo.